# 白藤禮幸
白藤 禮幸（しらふじ のりゆき、1938年6月13日 - ）は、日本の言語学者・国語学者。東京大学名誉教授。専門は古代日本語。

## 来歴
1961年神戸大学文学部国文科卒、68年東京大学大学院国文科博士課程中退、茨城大学助教授、お茶の水女子大学助教授、教授、1995年東京大学文学部教授、1999年定年退官、名誉教授、2000年帝京大学教授、2002年二松學舍大学教授、同大学文学研究科長、特任教授。

## 著書
- 『奈良時代の国語』東京堂出版 1987年

## 共編著
- 新潮現代国語辞典 （築島裕、山田俊雄、奥田勲 共編 新潮社 1985年11月）
  - 第二版 2000年2月
- 『国語学概論』杉浦克己共編著 放送大学　1998年
- 『新日本古典文学大系 続日本紀』 青木和夫・稲岡耕二・笹山晴生共校註 岩波書店　1990-1998年